# Saint-Angeau

Saint-Angeau este o comună în departamentul Charente, Franța. În 1 ianuarie 2017 avea o populație de 740 de locuitori.